# ثوسو بهالا
ثوسو بهالا (بالإنجليزية: Thuso Phala)‏ (مواليد 27 مايو 1986) هو لاعب كرة قدم جنوب أفريقي يلعب حاليًا لصالح نادي سوبر سبورت يونايتد. ظهر بهالا في فيلم وثائقي لبي بي سي في 2004 تحت عنوان «كرة القدم والحرية» والذي تحدث عن مشوار لاعبي كرة قدم جنوب أفريقيين بعمر 13 عامًا يحلمان أن يكونا لاعبي كرة قدم محترفين.

## المسيرة الدولية
شارك بهالا في بطولتي كأس الأمم الأفريقية 2013و2015مع منتخب جنوب أفريقيا. أحرز بهالا أولى أهداف جنوب أفريقيا في بطولة 2015 في المباراة التي انتهت بالخسارة أمام الجزائر بنتيجة 3-1.

### الأهداف الدولية
| # | التاريخ       | الملعب                         | المنافس | الهدف | النتيجة | البطولة                  |
| - | ------------- | ------------------------------ | ------- | ----- | ------- | ------------------------ |
| 1 | 4 يناير 2015  | ملعب أورلاندو، جنوب أفريقيا    | زامبيا  | 1–0   | 1–0     | مباراة ودية              |
| 2 | 19 يناير 2015 | ملعب مونغومو، غينيا الاستوائية | الجزائر | 1–0   | 1–3     | كأس الأمم الأفريقية 2015 |

## روابط خارجية
- ثوسو بهالا على موقع قاعدة بيانات كرة القدم.إي يو (الإنجليزية)
- ثوسو بهالا على موقع ناشيونال فوتبول تيمز (الإنجليزية)
- ثوسو بهالا على موقع Soccerway.com (الإنجليزية)
- ثوسو بهالا على موقع عالم كرة القدم.نت (الإنجليزية)